# Skogsvårdsstyrelse
Skogsvårdsstyrelser var länsvisa organisationer, sedermera svenska statliga myndigheter. Skogsvårdsstyrelsen hade i uppgift att verka för att länets skogar vårdades och brukades på ett sådant sätt att målen för skogspolitiken kunde uppnås. Skogsvårdsstyrelsens verksamhets- och sedermera myndighetschef benämndes länsjägmästare och utsågs av regeringen.
Skogsvårdsstyelser inrättades 1905, på basis av 1903 års skogsvårdslag, i alla län utom Norrbotten, Västerbotten och Gotland. I dessa tre län bildades de senare, Skogsvårdsstyrelsen i Gotlands län inrättades 1908. På basis av slutbetänkandet från Skogsvårdsstyrelseutredningen 1945 får Skogsvårdsstyrelsena en enhetlig organisation från 1947.
År 1980 förstatligades skogsvårdsstyrelserna och omvandlades 1997 till elva regionala skogsvårdsstyrelser. År 1941 hade den centrala statliga myndigheten Skogsstyrelsen bildats, med huvudsakligen vägledande verksamhet och 2006 sammanslogs Skogsstyrelsen med de regionala skogsmyndigheterna till en myndighet och kallas sedan dess enbart Skogsstyrelsen.